# Первомайская ТЭЦ (Тульская область)
Первома́йская ТЭЦ — предприятие энергетики, расположенное в посёлке городского типа Первомайский Щёкинского района Тульской области.
Основной функцией ТЭЦ является производство и распределение электроэнергии и теплоэнергии.

## История и Деятельность
Первомайская ТЭЦ построена в 1953 году и в 2003 году торжественно отметила своё 50-летие. Станция обеспечивает электроэнергией и теплоэнергией Щёкинский промышленный комплекс (куда входит ОАО «Щёкиноазот») и жилой массив посёлка городского типа Первомайский.
Установленная электрическая мощность станции — 125 МВт, установленная тепловая мощность — 674 Гкал/час.
С 1 января 2011 года Первомайская ТЭЦ является филиалом ОАО «Щёкиноазот», на территории которого находится. (до этого предприятие входило в состав ОАО «Квадра»).

## Перечень основного оборудования
| Агрегат                              | Тип          | Изготовитель                                     | Количество | Ввод в эксплуатацию | Основные характеристики | Основные характеристики | Источники |
| Агрегат                              | Тип          | Изготовитель                                     | Количество | Ввод в эксплуатацию | Параметр                | Значение                | Источники |
| ------------------------------------ | ------------ | ------------------------------------------------ | ---------- | ------------------- | ----------------------- | ----------------------- | --------- |
| Оборудование паротурбинных установок |              |                                                  |            |                     |                         |                         |           |
| Паровой котёл                        | ТП-230-2     | Таганрогский котельный завод «Красный котельщик» | 5          | 1953—1959 г.        | Топливо                 | газ, мазут              |           |
| Паровой котёл                        | ТП-230-2     | Таганрогский котельный завод «Красный котельщик» | 5          | 1953—1959 г.        | Производительность      | 230 т/ч                 |           |
| Паровой котёл                        | ТП-230-2     | Таганрогский котельный завод «Красный котельщик» | 5          | 1953—1959 г.        | Параметры пара          | 100 кгс/см2, 510 °С     |           |
| Паровой котёл                        | БКЗ-220-100Ф | Барнаульский котельный завод                     | 1          | 1968 г.             | Топливо                 | газ, мазут              |           |
| Паровой котёл                        | БКЗ-220-100Ф | Барнаульский котельный завод                     | 1          | 1968 г.             | Производительность      | 220 т/ч                 |           |
| Паровой котёл                        | БКЗ-220-100Ф | Барнаульский котельный завод                     | 1          | 1968 г.             | Параметры пара          | 100 кгс/см2, 540 °С     |           |
| Паровая турбина                      | АП-25-2М     | Ленинградский металлический завод                | 2          | 1954 г. 1956 г.     | Установленная мощность  | 25 МВт                  |           |
| Паровая турбина                      | АП-25-2М     | Ленинградский металлический завод                | 2          | 1954 г. 1956 г.     | Тепловая нагрузка       | 235 Гкал/ч              |           |
| Паровая турбина                      | Р-25-90/31   | Силовые машины, Турбоатом                        | 2          | 1991 г. 1996 г.     | Установленная мощность  | 25 МВт                  |           |
| Паровая турбина                      | Р-25-90/31   | Силовые машины, Турбоатом                        | 2          | 1991 г. 1996 г.     | Тепловая нагрузка       | 60 Гкал/ч               |           |
| Паровая турбина                      | ПР-25-90/10  | Уральский турбинный завод                        | 1          | 1967 г.             | Установленная мощность  | 25 МВт                  |           |
| Паровая турбина                      | ПР-25-90/10  | Уральский турбинный завод                        | 1          | 1967 г.             | Тепловая нагрузка       | 84 Гкал/ч               |           |